# Supermolécule
Cet article court présente un sujet plus développé dans : Chimie supramoléculaire, Complexe (chimie) et Complexe (biologie).
En chimie, le terme supermolécule ou supramolécule désigne une entité chimique formée par l'assemblage d'autres entités (molécules ou ions) par des liaisons non covalentes. Les supermolécules sont les objets d'étude de la chimie supramoléculaire. Le terme de supermolécule est surtout utilisé en chimie supramoléculaire et en biochimie. Celui de complexe est parfois utilisé dans le même sens.

## Vocabulaire
Le terme allemand Übermoleküle a été introduit en 1937 pour décrire le dimère de l'acide acétique par liaison hydrogène. Le mot supermolécule a été employé notamment par Jean-Marie Lehn en 1988 lors de sa Nobel Lecture ; il l'a également utilisé dans un livre dont le but était notamment de définir les concepts principaux de la chimie supramoléculaire. Le terme anglais supramolecule est celui retenu par l'Union internationale de chimie pure et appliquée.
Le terme de supermolécule est également utilisé depuis au moins 1966 en biochimie pour décrire les assemblages de biomolécules par des liaisons plus faibles que covalentes, tels que des peptides ou des oligonucléotides composés de plusieurs brins. Même si cet usage du terme est plus ancien, les supermolécules des biochimistes sont bien des supermolécules au sens de la chimie supramoléculaire.
Le terme de complexe est également largement utilisé comme synonyme de supermolécule. C'est le sens du mot complexe en biochimie, par exemple pour le complexe immun qui est lui-aussi une supermolécule. C'est aussi le cas en chimie supramoléculaire, où il n'est pas rare de faire mention de complexes par liaison hydrogène ou de complexes d'inclusion. Mais en chimie inorganique le mot complexe désigne plutôt les complexes de coordination.

## Exemples

### Dimères de molécules

Dimère de l'acide acétique ; les pointillés représentent des liaisons hydrogène.

Dans l'acide acétique, comme dans les autres acides carboxyliques, les molécules se mettent par deux en dimères connectés par des liaisons hydrogène. L'ensemble forme une supermolécule. C'est pour ce dimère que le terme allemand Übermolekule a d'abord été inventé. La structure cristalline de l'acide acétique a depuis confirmé la réalité de ce dimère.

### Autoassemblage et complémentarité

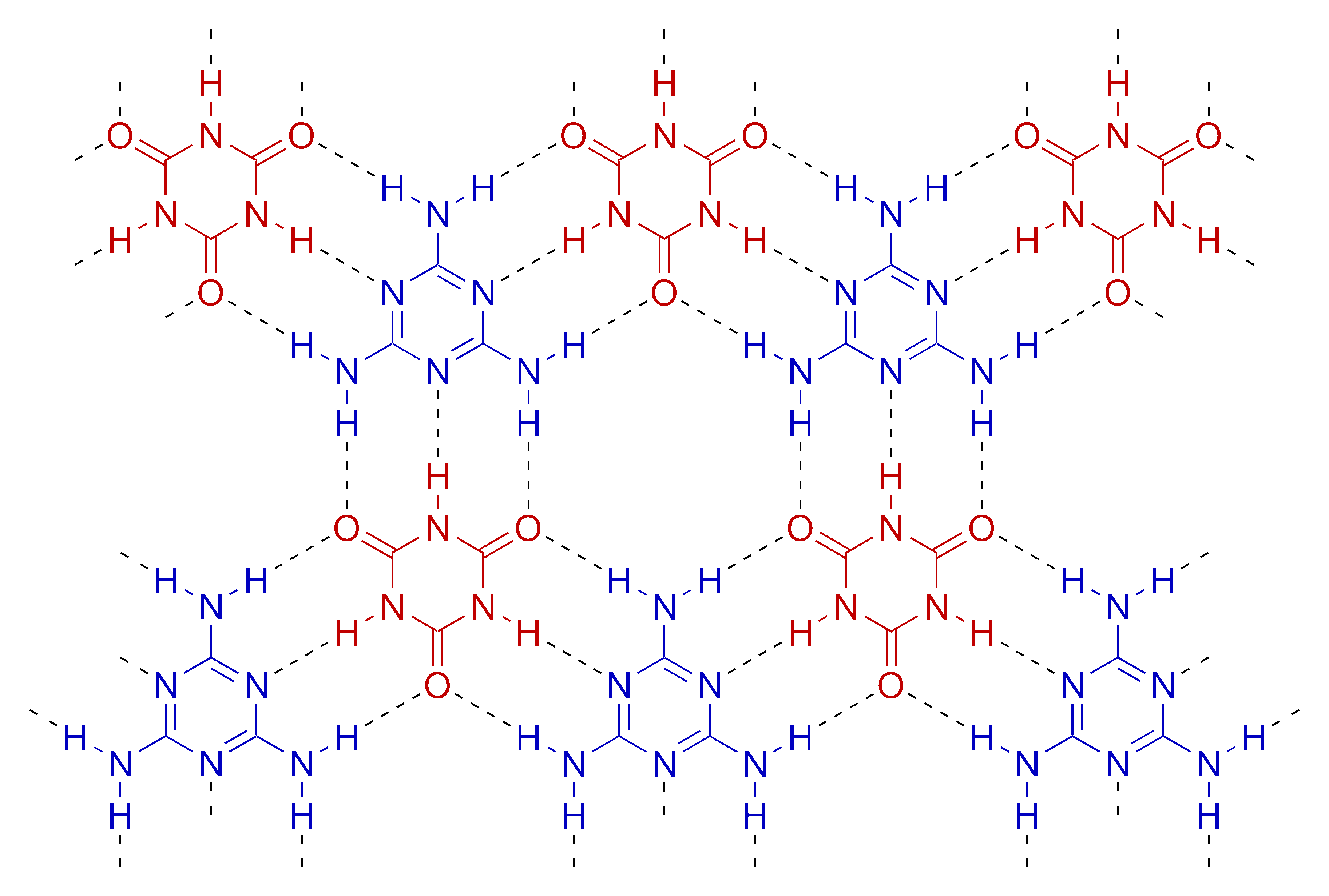
La structure des liaisons hydrogène établies entre la mélamine (en bleu) et l'acide cyanurique (en rouge)

Le réseau bidimensionnel formé par la mélamine et l'acide cyanurique, représenté ci-contre, va au-delà de la supermolécule puisqu'il conduit à l'apparition de cristaux probablement responsables d'empoisonnements alimentaires chez des animaux. Ce réseau est lui aussi formé par liaisons hydrogène.
Il permet d'illustrer les phénomènes d'autoassemblage et le principe de complémentarité des entités moléculaires pour l'établissement des liaisons donnant naissance à une supermolécule. De telles structures à grande échelle par liaisons hydrogène se retrouvent notamment dans les polymères supramoléculaires.

### Complexes d'inclusion

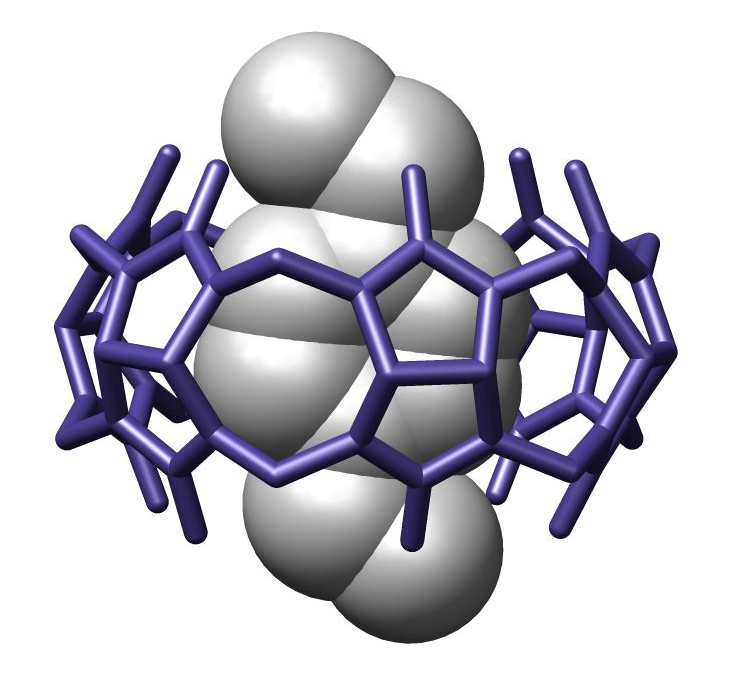
Structure cristalline d'un complexe hôte-invité avec un p-xylylènediammonium lié dans un cucurbiturile.

La chimie hôte-invité fournit de nombreux exemples de complexes d'inclusion, qui sont des supermolécules. Dans l'exemple ci-contre, un cation p-xylènediammonium est inclus dans la cavité d'un cucurbiturile. Les interactions entre les deux entités chimiques sont des interactions hydrophobes ainsi que des forces cation-dipôle.
Il existe de nombreux autres exemples de complexes d'inclusion, comme ceux que peuvent former les cyclodextrines avec des molécules hydrophobes.
En biochimie, le complexe enzyme-substrat est également une supermolécule pouvant être décrite comme un complexe d'inclusion, avec une grande complémentarité du substrat et du site de liaison. Il en est de même du complexe antigène-anticorps.

### Supermolécules biologiques

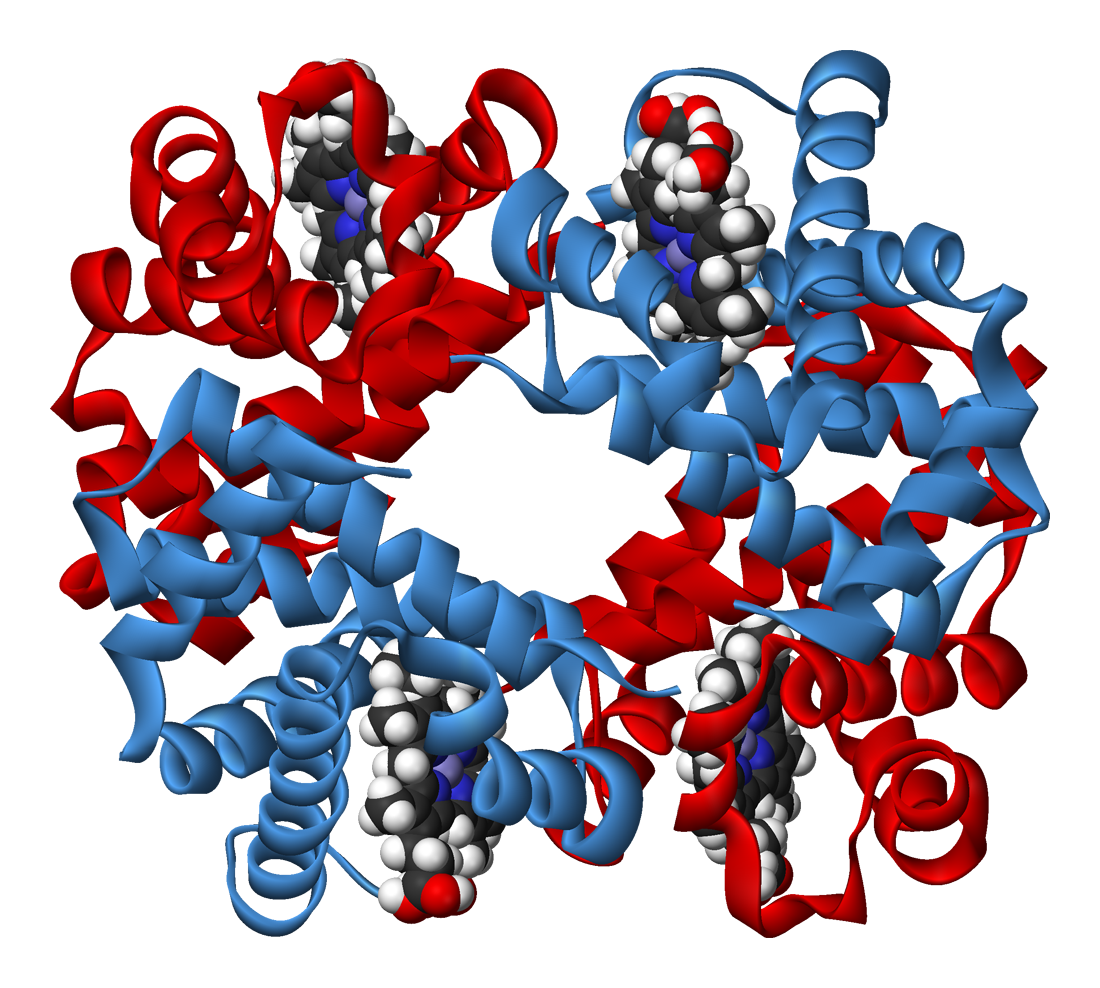
Représentation générique de l'hémoglobine, montrant les quatre sous unités moléculaires, identiques deux à deux, avec chacune une molécule d'hème insérée dans des cavités à l'intérieur des sous-unités.

La biochimie fournit de nombreux exemples de supermolécules. Par exemple, chez la plupart des vertébrés, la molécule d'hémoglobine, qui sert au transport de l'oxygène par le sang, est un assemblage de quatre sous-unités qui sont maintenues ensemble par des liaisons hydrogène, par des liaisons ioniques et par effet hydrophobe. Son repliement caractéristique présente une cavité dans laquelle est étroitement insérée une molécule d'hème par sous-unité. Ces hèmes sont eux-mêmes des complexes de coordination, qui peuvent fixer des atomes d'oxygène.

### Complexes de coordination

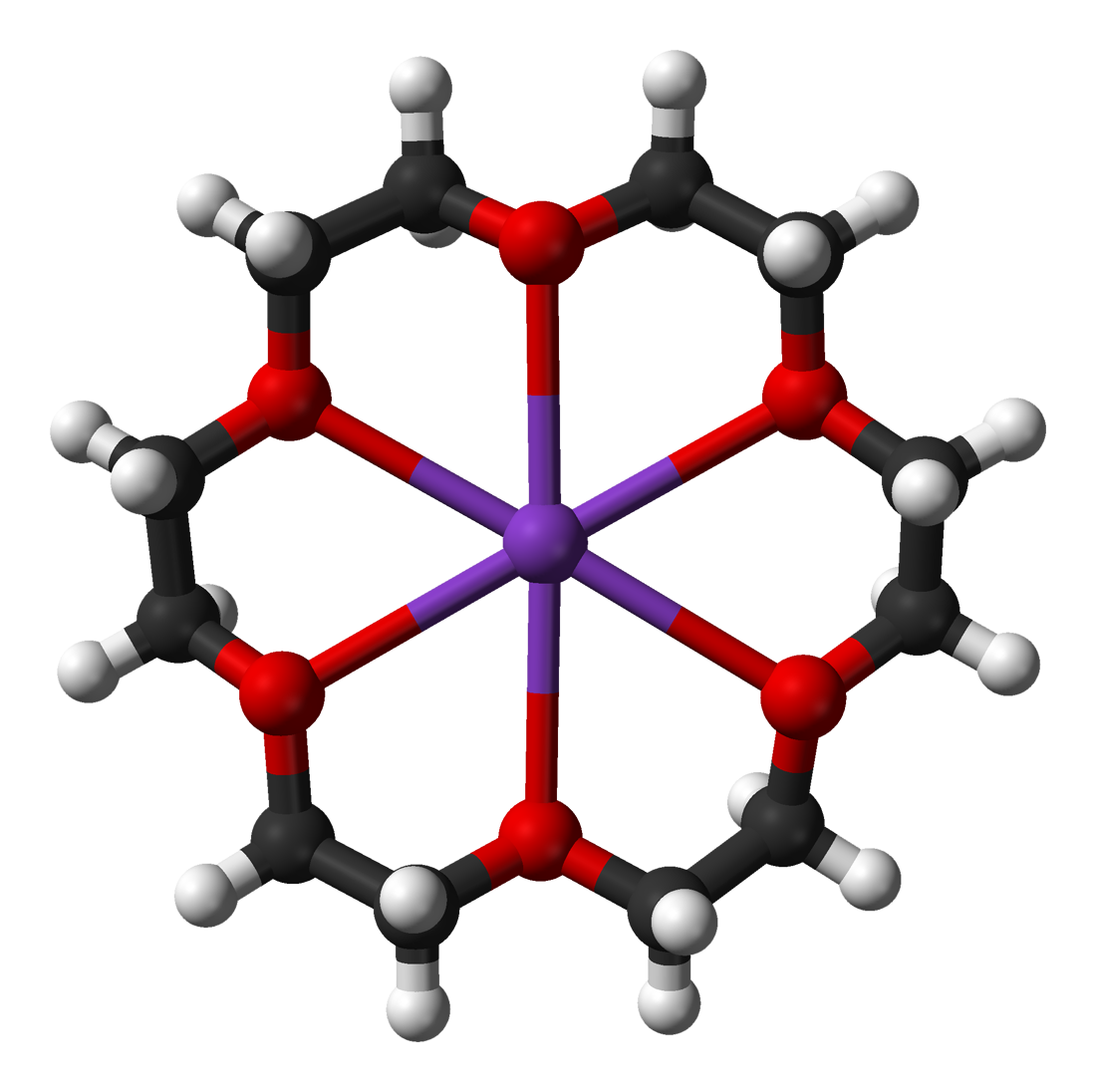
Le complexe formé par l'éther 18-couronne-6 et le cation potassium (au centre, en violet).

L'exemple ci-contre représente la structure du complexe formé par l'éther 18-couronne-6 et le cation potassium. Il est représentatif des complexes formés par les éthers couronne avec des cations métalliques. On peut les considérer comme des complexes d'inclusion ce qui en fait une supermolécule, mais aussi comme des complexes de coordination. Bien que les liaisons entre le cation métallique et ses ligands soient aujourd'hui décrites le plus souvent par des orbitales moléculaires dans le cadre de la théorie du champ de ligands, et donc comme un cas particulier de liaison covalente, on classe habituellement ces entités parmi les complexes, donc les supermolécules.

### Structures entrelacées

L'olympiadane, un [5]caténane

L'olympiadane représenté ci-contre est une supermolécule qui a la topologie des anneaux olympiques. C'est un [5]caténane, c'est-à-dire un caténane formé de cinq cycles. Cette supermolécule a été synthétisée et nommée par l'équipe de James Fraser Stoddart en 1994. Les caténanes et les rotaxanes sont des strucutres entrelacées, c'est-à-dire des supermolécules où les entités moléculaires sont retenues par des liaisons mécaniques : ce sont les interactions stériques qui les empêchent de se séparer.